# سربازان یخ
سربازان یخ (انگلیسی: Ice Soldiers) فیلمی در ژانر علمی–تخیلی به کارگردانی اشتورتلا گونارشون است که در سال ۲۰۱۳ منتشر شد.